# Oltenița
Oltenița (pronunciació en romanès: [olˈtenitsa]) és una ciutat de Muntènia, Romania, al comtat de Călărași, a la riba esquerra del riu Argeș, on les seves aigües desemboquen al Danubi.
Oltenița es troba a l'altre costat del Danubi des de la ciutat búlgara de Tutrakan.

## Història
Les excavacions al turó de Gumelnița, prop de la ciutat, van revelar un assentament neolític que data del IV mil·lenni aC.
El primer esment d'una ciutat que porta el nom d'Oltenița apareix el 1515 durant el regnat de Neagoe Basarab.
El novembre de 1853, a l'inici de la guerra de Crimea, les forces otomanes van intentar travessar el riu en aquest punt i van causar greus pèrdues a les forces russes a la batalla d'Oltenița.
Durant la guerra rus-turca, 1877–1878, Oltenița va ser un important punt de pas cap a Bulgària per a les tropes romaneses cridades per ajudar a l'exèrcit rus durant el setge de la fortalesa de Pleven (Plevna).
Durant la Primera Guerra Mundial a Turtucaia, a través del Danubi d'Oltenița, la batalla de Turtucaia va acabar amb una derrota significativa per a l'exèrcit romanès i, posteriorment, les guarnicions d'Oltenița i Turtucaia van participar en nombroses escaramusses d'artilleria.

## Galeria

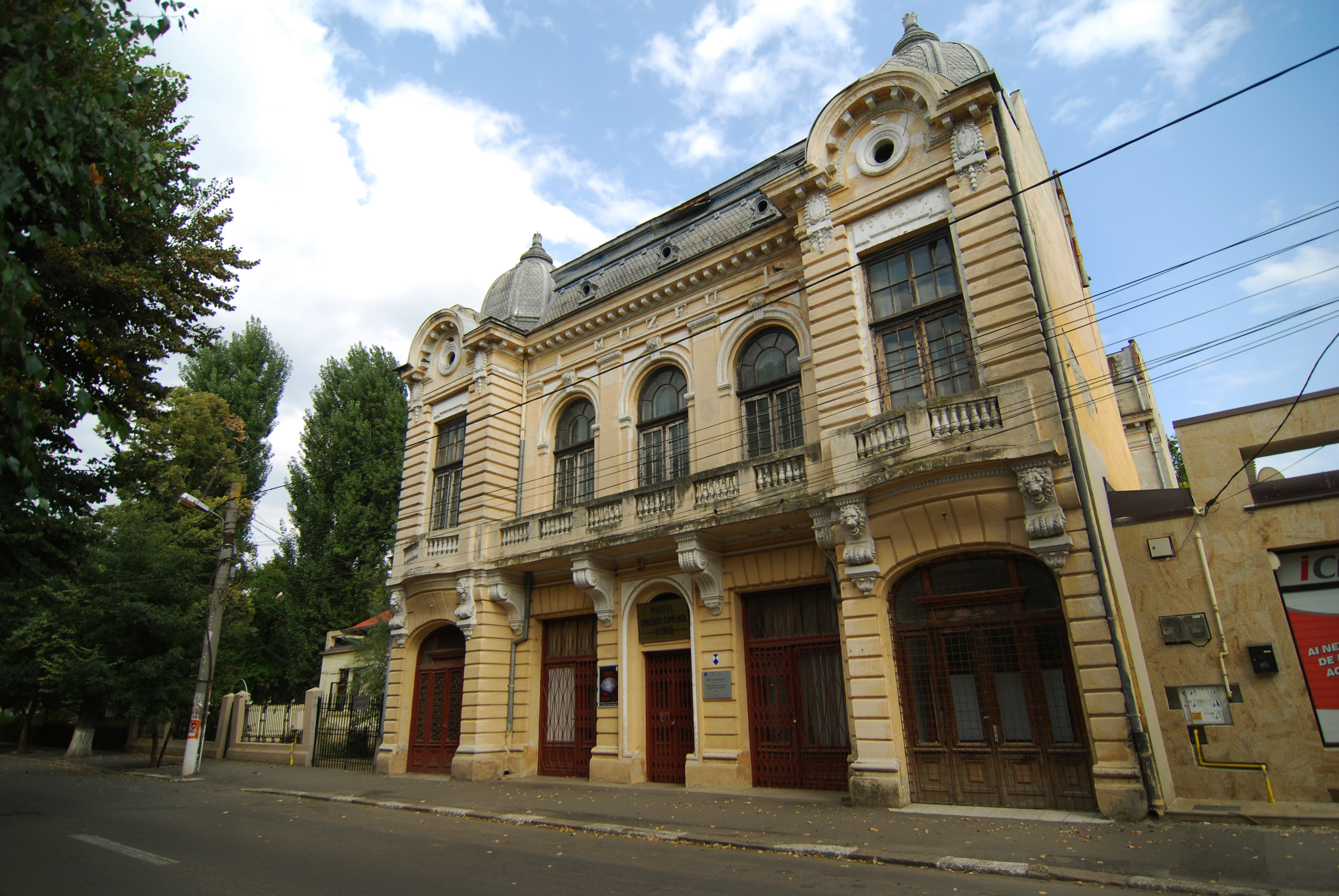
El Museu d'Arqueologia
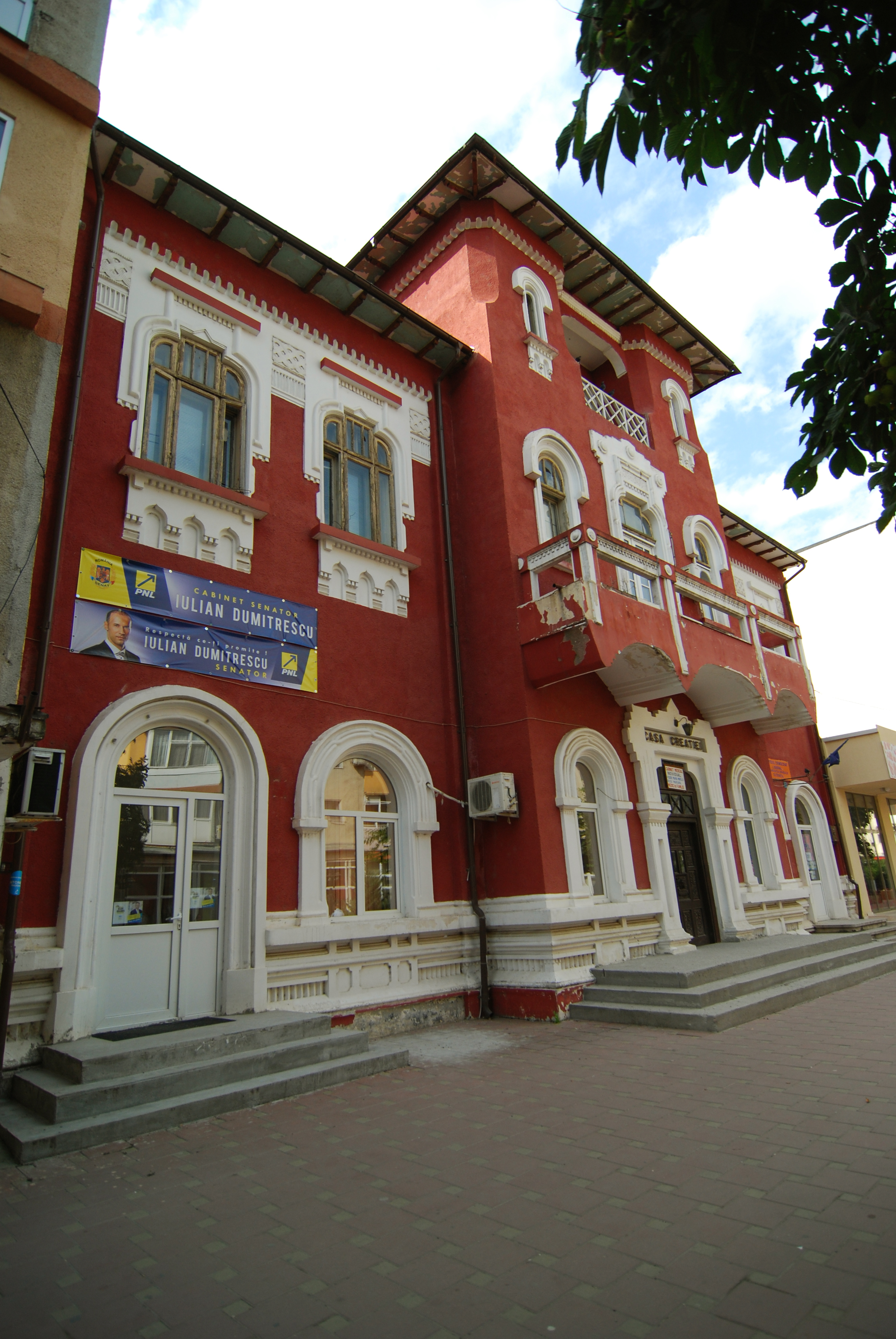
Instal·lació sanitària
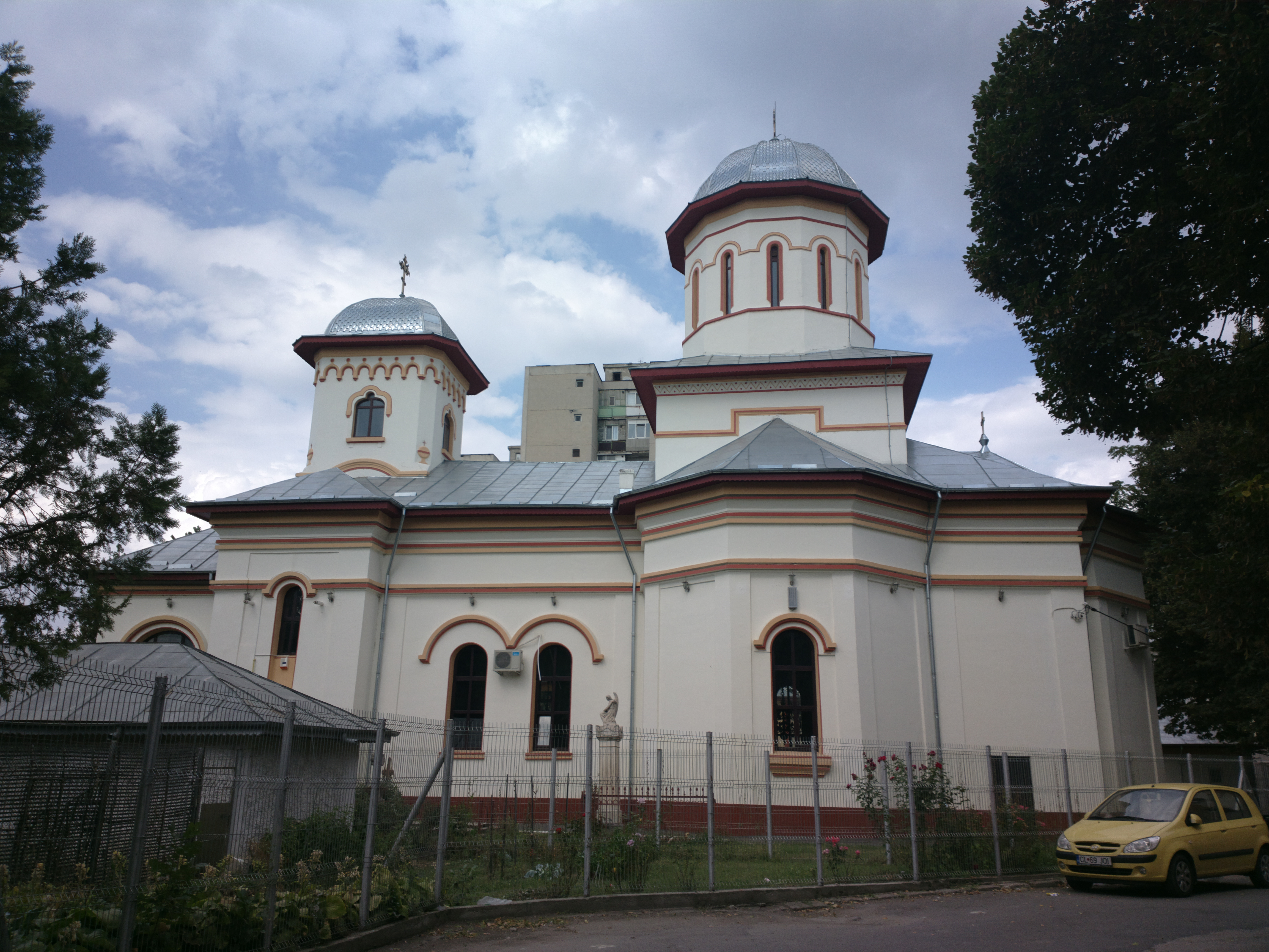
Església de Sant Nicolau
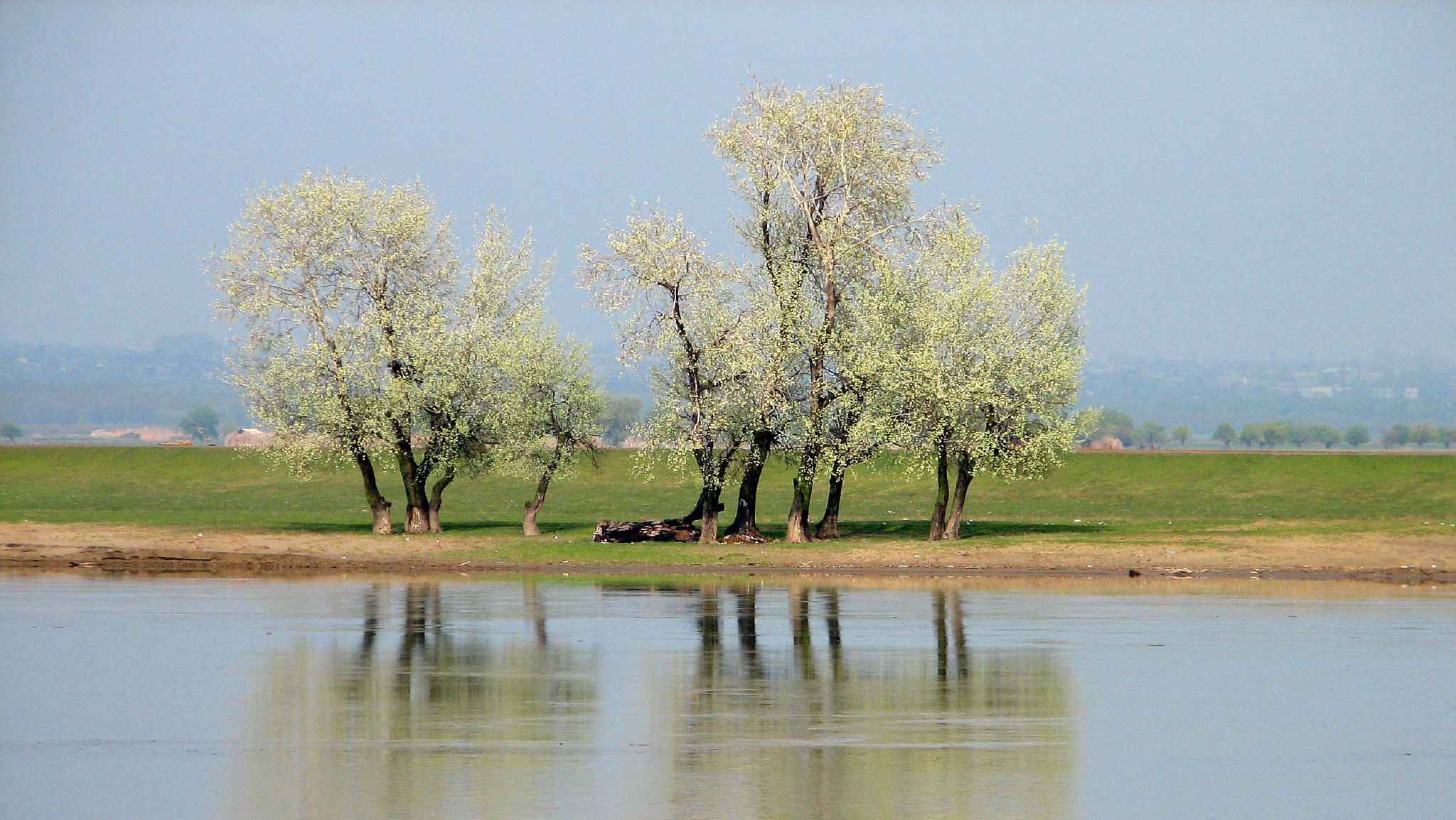
El riu Danubi a prop d'Oltenița

## Residents notables
- Ion Iliescu, 2n president de Romania (1989-1996 i 2000-04)
- Alice Săvulescu, científica, membre titular de l'Acadèmia Romanesa
- Ion Petre Stoican, violinista, un lăutar